# 28 (liczba)
28 (dwadzieścia osiem) – liczba naturalna następująca po 27 i poprzedzająca 29.
Warunek podzielności zapisanej w systemie dziesiętnym liczby przez 28 to, aby była podzielna zarówno przez 4, jak i przez 7.

## W matematyce
Dwadzieścia osiem jest drugą po szóstce liczbą doskonałą (28 = 14 + 7 + 4 + 2 + 1). Następna liczba doskonała to 496.
28 jest sumą pierwszych pięciu liczb pierwszych (28 = 2 + 3 + 5 + 7 + 11).

## W nauce
- Liczba atomowa niklu.
- obiekt na niebie Messier 28
- galaktyka NGC 28
- planetoida (28) Bellona

## W kalendarzu
28. dniem w roku jest 28 stycznia. Zobacz też co wydarzyło się w 28 roku n.e.

## Inne
- Liczba dni najkrótszego miesiąca według kalendarza gregoriańskiego – lutego (z wyjątkiem lat przestępnych, kiedy ma on 29 dni).
- Kalendarz sprzed 28 lat jest identyczny z kalendarzem z roku obecnego. Jest tak dzięki temu, że mamy siedem dni tygodnia a rok przestępny zdarza się co cztery lata. Zasadę tę łamią jedynie lata, które mimo podzielności przez 4 nie są przestępne, np. rok 1900 (w związku z czym zasada nie dotyczy pierwszych 28. lat wieku następującego po takim, który kończył się rokiem o numerze niepodzielnym przez 400 – nie obowiązywała np. na początku wieku XX, obowiązuje na początku wieku XXI).
- Liczba liter alfabetu duńskiego i szwedzkiego (nie licząc W), a także Esperanto i arabskiego.
- Dla neonazistów oznacza Krew i Honor (Blood and Honor) – (28 = BH – B to druga litera alfabetu, H ósma). Polscy nacjonaliści interpretują ją również jako Bóg i Honor[1].
- Liczba zębów u dorosłego człowieka (nie wliczając zębów mądrości).
- Liczba kostek domina w standardowych zestawach.
- historyczne daty: 28 p.n.e., 28, 1928.